# 北海道道600号島松千歳線
北海道道600号島松千歳線（ほっかいどうどう600ごう しままつちとせせん）は、北海道恵庭市と千歳市を結ぶ一般道道（北海道道）である。

## 概要

### 路線データ
- 起点：北海道恵庭市島松（北海道道46号江別恵庭線交点）
- 終点：北海道千歳市北信濃（国道36号交点）
- 路線延長：17.5 km（総延長）

## 歴史
- 1968年（昭和43年）3月30日 - 路線認定[1]。

## 地理

### 通過する自治体
- 石狩振興局
  - 恵庭市
  - 千歳市

### 交差する道路
恵庭市
- 北海道道46号江別恵庭線 - 島松寿町（起点）
- 北海道道369号島松停車場線 - 島松寿町、島松仲町（重複）
- 北海道道45号恵庭栗山線 - 上山口

千歳市
- 北海道道967号馬追原野北信濃線 - 長都
- 北海道道258号早来千歳線 - 信濃
- 国道36号 - 北信濃（終点）

### 沿線にある施設など
恵庭市
- セイコーマート恵庭島松店 - 島松寿町1丁目9−13
- セブン-イレブン恵庭島松東町店 - 島松東町3丁目7
- 恵庭市郷土資料館・恵庭開拓記念公園 - 南島松157-2
- 恵庭市役所中恵庭出張所 - 中央382
- 千歳警察署中恵庭駐在所 - 上山口24
- 中恵庭簡易郵便局 - 上山口28
- 東恵庭水泳プール - 中央452-3
- 中恵庭公園 - 上山口

千歳市
- 千歳市教育委員会埋蔵文化財センター - 長都42-1
- 千歳市防災学習交流センター そなえーる - 北信濃631-11
- フードD365千歳店 - 北陽1丁目2-1
- 市立千歳市民病院 - 北光2丁目1-1
- ゲオ千歳信濃店  信濃3丁目5-21